# Wellingborough
Wellingborough é uma cidade do distrito de Wellingborough, no Condado de Northamptonshire, na Inglaterra. Sua população é de 51.003 habitantes (2015) (78.191, distrito). Wellingborough foi registrada no Domesday Book de 1086 como Wedlingeberie/Wendle(s)berie.